# 全日本教職員連盟
全日本教職員連盟（ぜんにほんきょうしょくいんれんめい、略称：全日教連（ぜんにっきょうれん）、英語：National Teachers Federation of Japan、略称：NTFJ）は、日本の教職員組合の連合体である。全日本教職員組合結成前は「全教」とも略されていた。

## 概要
日本教職員組合（日教組）の姿勢に疑問を抱いた組合員や教職員が1957年に日本教職員団体連合会（教団連）を結成する。これは日教組の組織統一以来初めての日教組以外の組合だった。内紛のため一部組織の分裂が起き、日本教職員連盟（日教連）と新教職員組合連合（新教組：同盟系）に分立したこともあるが、1984年2月26日に大同団結して発足したものが現在の全日本教職員連盟である。
教職員を、教育労働者ではなく教育専門職と位置付けるとともに、全日教連自身についても「教職員組合」ではなく「教職員団体」（文部科学省が用いている）という用語を用いて説明している。また、日教組を偏向教育や政治闘争を行っていると批判し、「教育の正常化を目指し、教育現場に特定のイデオロギーを持ち込まず、中正不偏の教育を推進し、美しい日本の伝統と文化・日本人の心を守る」と謳っているが、全日教連の活動を支持する政党とのかかわりは保持するとしている。さらに、日本国憲法の前文を引用し、「「われらとわれらの子孫のために、諸国民との協和による成果と、わが国全土にわたって自由のもたらす恵沢を確保し、政府の行為によって再び戦争の惨禍が起ることのないよう」 われわれは国民としてまた教職員として名誉をかけ全力を挙げてこの崇高な理想を追求し目的の達成を願うものです。」と日本国憲法の精神に従うことを宣言している。教育基本法の改正を全面的に歓迎した点では、日教組・全教などの他の主要教職員団体と異なる主張を持っている。

## 現状
2023年3月発表の文部科学省調査によれば、2022年10月1日現在の加入者数は17,078人であり、組織率では前年比0.1ポイント減の1.8％、新規採用教職員の加入状況では横ばい状態であるものの、加入者数は他の教職員組合と同様、漸減傾向にある。中でも栃木県教職員協議会（栃教協）の人数が最多であり、ほぼ半数の10,000人程度が栃教協の会員である。
シンクタンクは日本教育文化研究所（教文研）。「日本の教育の正常化」を訴える社団法人・全国教育問題協議会とも協力しており、両組織の本部は半蔵門村山ビルに同居している。

## 加盟団体

### 教職員団体
- 青森県教育協議会
- 栃木県教職員協議会 - 会員10000名、組織率98%以上[8]
- 千葉県教職員連盟
- 東京都教職員連盟
- 横浜教職員連盟
- 富山県教職員協議会
- 岐阜県学校職員組合 - 1100名強[9]
- 静岡新教組
- 京都教職員連盟
- 大阪府教職員団体連合会
- 兵庫県教職員連盟
- 島根県教職員協議会
- 広島県学校教職員連盟
- 山口県教職員団体連合会 - 3000名[10]
- 徳島県教職員団体連合会 - 約3000名[11]
- 香川県教職員連盟 - 2500名[12]
- 高知県教職員団体連合会
- 福岡県公立学校教職員組合
- 佐賀県教職員連合会
- 長崎県新教育研究協議会
- 熊本県教職員連盟
- 大分県教職員協議会
- 宮崎県教育研究連合会 - 正会員数1224名[13]
- 八重山教職員協議会

### 高校の教職員団体
- 千葉県高等学校教職員連盟
- 新潟県高等学校教職員連盟
- 和歌山県高等学校教職員組合連合会
- 新山口県高等学校教員組合
- 長崎県高等学校教育文化研究会
- 大分県公立高等学校教職員組合

### 管理職の教職員団体
- 栃木県学校管理職員協議会
- 広島県学校管理職員協議会
- 高知県管理職教職員団体連合会

### 私立学校の教職員団体
- 新潟県私立学校教職員組合連盟

## その他
植田宏和委員長が慰安婦問題に関するアメリカ合衆国下院121号決議の全面撤回を求める抗議書に賛同者として名を連ねている。この抗議書は日本文化チャンネル桜の呼びかけによるもので、2007年7月13日に駐日アメリカ合衆国大使館に手渡された。